# Синовиальная жидкость
Синовиа́льная жи́дкость, синовия (от греч. sýn — вместе и лат. ovum — яйцо) — густая эластичная масса, заполняющая полость суставов. В норме прозрачная или слегка желтоватая. В организме выполняет функцию внутрисуставной смазки, предотвращая трение суставных поверхностей и их изнашивание; участвует в поддержании нормального соотношения суставных поверхностей в полости сустава, повышая их подвижность; обеспечивает питание суставного хряща; служит дополнительным амортизатором. Жидкость продуцируется синовиальной оболочкой сустава и заполняет его полость.

## Состав
Синовиальная жидкость состоит из двух основных компонентов — жидкостного и белково-полисахаридного. Жидкость представляет собой по сути плазму крови. Основным элементом, обеспечивающим вязко-эластичные свойства синовиальной жидкости, является гиалуронан — полисахарид из группы гликозаминогликанов. Гиалуронан обеспечивает стабилизацию структуры протеогликанов, которые в комплексе формируют молекулы сложной структуры и большой молекулярной массы. Данные молекулы откладываются внутри коллагеновой структуры хряща, обеспечивая его эластичность.

## Функция
При нагрузке из глубоких слоев хряща через поры и пространства между волокнами выделяется жидкость для его смазки. При снижении нагрузки жидкость уходит обратно внутрь хряща. Поэтому скольжение суставного хряща происходит почти без трения даже при значительных физических нагрузках (так называемая усиленная смазка).
Недостаток синовиальной жидкости ухудшает скольжение и вызывает поскрипывание сустава. Бывают ситуации, когда синовиальная жидкость выделяется в достаточном количестве, однако качество её страдает в результате нехватки определённых составных элементов — глюкозамина и хондроитина. Различные нарушения в процессе синтеза синовиальной жидкости зачастую сопровождаются различными поражениями суставов, такими как остеоартроз и др.